# 2. ŽNL Vukovarsko-srijemska NS Vinkovci 2016./17.
2. ŽNL Vukovarsko-srijemska Nogometnog središta Vinkovci je pretposljednji (odnosno šesti) stupanj natjecanja. Prvak lige stječe pravo nastupa u sljedećoj sezoni igra u 1. ŽNL, dok posljednje plasirani (ili posljednja 2 ili 3, ovisno od toga koliko klubova iz kog nogometnog središta ispadne iz 1. ŽNL) ispada u 3. ŽNL Vukovarsko-srijemska NS Vinkovci.
Prvenstvo i plasman u viši rang su osvojili NK Borinci Jarmina, dok je iz lige ispao NK Đezelem Korođ.

## Tablica
| Mj. | Klub                              | Sus. | Pobj. | Ner. | Por. | GR.   | Bod.       |
| --- | --------------------------------- | ---- | ----- | ---- | ---- | ----- | ---------- |
| 1.  | NK Borinci Jarmina                | 26   | 21    | 3    | 2    | 84:16 | 66         |
| 2.  | NK Frankopan Rokovci-Andrijaševci | 26   | 16    | 6    | 4    | 72:22 | 54         |
| 3.  | NK Slavonac Prkovci               | 26   | 13    | 5    | 8    | 67:43 | 44         |
| 4.  | NK Borac Retkovci                 | 26   | 12    | 6    | 8    | 52:43 | 42         |
| 5.  | NK Lovor Nijemci                  | 26   | 12    | 3    | 11   | 43:36 | 39         |
| 6.  | HNK Vinkovci                      | 26   | 13    | 5    | 8    | 53:36 | 38 (-6) ↓1 |
| 7.  | NK Sloga Novi Mikanovci           | 26   | 11    | 3    | 12   | 46:51 | 36         |
| 8.  | NK Šokadija Stari Mikanovci       | 26   | 13    | 2    | 11   | 38:46 | 35 (-6) ↓2 |
| 9.  | NK Mladost Cerić                  | 26   | 10    | 5    | 11   | 37:47 | 35         |
| 10. | ŠD Croatia Novi Jankovci          | 26   | 10    | 2    | 14   | 48:48 | 32         |
| 11. | NK Meteor Slakovci                | 26   | 9     | 4    | 13   | 34:54 | 31         |
| 12. | NK Lipovac                        | 26   | 6     | 2    | 18   | 31:87 | 20         |
| 13. | NK Zrinski Tordinci               | 26   | 5     | 3    | 18   | 32:64 | 18         |
| 14. | NK Đezelem Korođ                  | 26   | 4     | 5    | 17   | 31:75 | 17         |

## Rezultati
| NK Đezelem Korođ - NK Lipovac 1:3 NK Frankopan Rokovci-Andrijaševci - NK Meteor Slakovci 9:1 NK Borinci Jarmina - NK Slavonac Prkovci 4:3 NK Sloga Novi Mikanovci - NK Šokadija Stari Mikanovci 0:1 NK Borac Retkovci - HNK Vinkovci 3:1 ŠD Croatia Novi Jankovci - NK Lovor Nijemci 2:1 NK Mladost Cerić - NK Zrinski Tordinci 0:0 | NK Zrinski Tordinci - NK Lipovac 4:0 NK Meteor Slakovci - NK Đezelem Korođ 2:2 NK Slavonac Prkovci - NK Frankopan Rokovci-Andrijaševci 2:2 NK Šokadija Stari Mikanovci - NK Borinci Jarmina 0:4 HNK Vinkovci - NK Sloga Novi Mikanovci 5:1 NK Lovor Nijemci - NK Borac Retkovci 2:0 NK Mladost Cerić - ŠD Croatia Novi Jankovci 1:0 | ŠD Croatia Novi Jankovci - NK Zrinski Tordinci 7:0 NK Borac Retkovci - NK Mladost Cerić 3:3 NK Sloga Novi Mikanovci - NK Lovor Nijemci 1:0 NK Borinci Jarmina - HNK Vinkovci 3:0 NK Frankopan Rokovci-Andrijaševci - NK Šokadija Stari Mikanovci 2:0 NK Đezelem Korođ - NK Slavonac Prkovci 3:4 NK Lipovac - NK Meteor Slakovci 1:3 |
| NK Zrinski Tordinci - NK Meteor Slakovci 0:1 NK Slavonac Prkovci - NK Lipovac 6:1 NK Šokadija Stari Mikanovci - NK Đezelem Korođ 2:1 NK Frankopan Rokovci-Andrijaševci - HNK Vinkovci 3:0 NK Lovor Nijemci - NK Borinci Jarmina 2:5 NK Mladost Cerić - NK Sloga Novi Mikanovci 0:2 ŠD Croatia Novi Jankovci - NK Borac Retkovci 1:3 | NK Borac Retkovci - NK Zrinski Tordinci 3:0 NK Sloga Novi Mikanovci - ŠD Croatia Novi Jankovci 1:1 NK Borinci Jarmina - NK Mladost Cerić 2:1 NK Frankopan Rokovci-Andrijaševci - NK Lovor Nijemci 4:0 NK Đezelem Korođ - HNK Vinkovci 2:0 NK Lipovac - NK Šokadija Stari Mikanovci 3:0 NK Meteor Slakovci - NK Slavonac Prkovci 0:0 | NK Zrinski Tordinci - NK Slavonac Prkovci 2:4 NK Šokadija Stari Mikanovci - NK Meteor Slakovci 3:0 HNK Vinkovci - NK Lipovac 4:0 NK Lovor Nijemci - NK Đezelem Korođ 3:0 NK Mladost Cerić - NK Frankopan Rokovci-Andrijaševci 1:2 ŠD Croatia Novi Jankovci - NK Borinci Jarmina 2:5 NK Borac Retkovci - NK Sloga Novi Mikanovci 4:3 |
| NK Sloga Novi Mikanovci - NK Zrinski Tordinci 6:2 NK Borinci Jarmina - NK Borac Retkovci 3:0 NK Frankopan Rokovci-Andrijaševci - ŠD Croatia Novi Jankovci 1:0 NK Đezelem Korođ - NK Mladost Cerić 0:2 NK Lipovac - NK Lovor Nijemci 3:1 NK Meteor Slakovci - HNK Vinkovci 0:1 NK Slavonac Prkovci - NK Šokadija Stari Mikanovci 5:1 | NK Zrinski Tordinci - NK Šokadija Stari Mikanovci 3:4 HNK Vinkovci - NK Slavonac Prkovci 0:1 NK Lovor Nijemci - NK Meteor Slakovci 1:0 NK Mladost Cerić - NK Lipovac 3:1 ŠD Croatia Novi Jankovci - NK Đezelem Korođ 4:0 NK Borac Retkovci - NK Frankopan Rokovci-Andrijaševci 1:1 NK Sloga Novi Mikanovci - NK Borinci Jarmina 1:1 | NK Borinci Jarmina - NK Zrinski Tordinci 4:0 NK Frankopan Rokovci-Andrijaševci - NK Sloga Novi Mikanovci 1:3 NK Đezelem Korođ - NK Borac Retkovci 1:2 NK Lipovac - ŠD Croatia Novi Jankovci 1:4 NK Meteor Slakovci - NK Mladost Cerić 3:0 NK Slavonac Prkovci - NK Lovor Nijemci 6:0 NK Šokadija Stari Mikanovci - HNK Vinkovci 0:0 |
| NK Zrinski Tordinci - HNK Vinkovci 1:2 NK Lovor Nijemci - NK Šokadija Stari Mikanovci 1:0 NK Mladost Cerić - NK Slavonac Prkovci 1:0 ŠD Croatia Novi Jankovci - NK Meteor Slakovci 3:1 NK Borac Retkovci - NK Lipovac 8:0 NK Sloga Novi Mikanovci - NK Đezelem Korođ 6:1 NK Borinci Jarmina - NK Frankopan Rokovci-Andrijaševci 0:0 | NK Frankopan Rokovci-Andrijaševci - NK Zrinski Tordinci 4:0 NK Đezelem Korođ - NK Borinci Jarmina 0:2 NK Lipovac - NK Sloga Novi Mikanovci 1:3 NK Meteor Slakovci - NK Borac Retkovci 1:0 NK Slavonac Prkovci - ŠD Croatia Novi Jankovci 5:2 NK Šokadija Stari Mikanovci - NK Mladost Cerić 2:1 HNK Vinkovci - NK Lovor Nijemci 2:0 | NK Zrinski Tordinci - NK Lovor Nijemci 1:0 NK Mladost Cerić - HNK Vinkovci 3:3 ŠD Croatia Novi Jankovci - NK Šokadija Stari Mikanovci 1:0 NK Borac Retkovci - NK Slavonac Prkovci 0:0 NK Sloga Novi Mikanovci - NK Meteor Slakovci 4:1 NK Borinci Jarmina - NK Lipovac 3:0 NK Frankopan Rokovci-Andrijaševci - NK Đezelem Korođ 8:0 |
| NK Đezelem Korođ - NK Zrinski Tordinci 2:1 NK Lipovac - NK Frankopan Rokovci-Andrijaševci 1:1 NK Meteor Slakovci - NK Borinci Jarmina 0:0 NK Slavonac Prkovci - NK Sloga Novi Mikanovci 7:2 NK Šokadija Stari Mikanovci - NK Borac Retkovci 3:1 HNK Vinkovci - ŠD Croatia Novi Jankovci 5:0 NK Lovor Nijemci - NK Mladost Cerić 4:1 | NK Zrinski Tordinci - NK Mladost Cerić 0:1 NK Lovor Nijemci - ŠD Croatia Novi Jankovci 1:0 HNK Vinkovci - NK Borac Retkovci 1:2 NK Šokadija Stari Mikanovci - NK Sloga Novi Mikanovci 1:0 NK Slavonac Prkovci - NK Borinci Jarmina 2:1 NK Meteor Slakovci - NK Frankopan Rokovci-Andrijaševci 1:4 NK Lipovac - NK Đezelem Korođ 3:2 | NK Lipovac - NK Zrinski Tordinci 2:1 NK Đezelem Korođ - NK Meteor Slakovci 2:3 NK Frankopan Rokovci-Andrijaševci - NK Slavonac Prkovci 4:0 NK Borinci Jarmina - NK Šokadija Stari Mikanovci 1:0 NK Sloga Novi Mikanovci - HNK Vinkovci 3:1 NK Borac Retkovci - NK Lovor Nijemci 1:1 ŠD Croatia Novi Jankovci - NK Mladost Cerić 2:0 |
| NK Zrinski Tordinci - ŠD Croatia Novi Jankovci 4:1 NK Mladost Cerić - NK Borac Retkovci 5:0 NK Lovor Nijemci - NK Sloga Novi Mikanovci 6:0 HNK Vinkovci - NK Borinci Jarmina 0:3 NK Šokadija Stari Mikanovci - NK Frankopan Rokovci-Andrijaševci 2:0 NK Slavonac Prkovci - NK Đezelem Korođ 1:1 NK Meteor Slakovci - NK Lipovac 6:1 | NK Meteor Slakovci - NK Zrinski Tordinci 1:3 NK Lipovac - NK Slavonac Prkovci 2:0 NK Đezelem Korođ - NK Šokadija Stari Mikanovci 4:1 HNK Vinkovci - NK Frankopan Rokovci-Andrijaševci 1:0 NK Borinci Jarmina - NK Lovor Nijemci 2:1 NK Sloga Novi Mikanovci - NK Mladost Cerić 1:2 NK Borac Retkovci - ŠD Croatia Novi Jankovci 4:2 | NK Zrinski Tordinci - NK Borac Retkovci 1:1 ŠD Croatia Novi Jankovci - NK Sloga Novi Mikanovci 2:2 NK Mladost Cerić - NK Borinci Jarmina 0:5 NK Lovor Nijemci - NK Frankopan Rokovci-Andrijaševci 1:1 HNK Vinkovci - NK Đezelem Korođ 3:1 NK Šokadija Stari Mikanovci - NK Lipovac 4:2 NK Slavonac Prkovci - NK Meteor Slakovci 4:0 |
| NK Slavonac Prkovci - NK Zrinski Tordinci 3:1 NK Meteor Slakovci - NK Šokadija Stari Mikanovci 5:2 NK Lipovac - HNK Vinkovci 2:6 NK Đezelem Korođ - NK Lovor Nijemci 1:3 NK Frankopan Rokovci-Andrijaševci - NK Mladost Cerić 4:0 NK Borinci Jarmina - ŠD Croatia Novi Jankovci 3:0 NK Sloga Novi Mikanovci - NK Borac Retkovci 1:0 | NK Zrinski Tordinci - NK Sloga Novi Mikanovci 2:1 NK Borac Retkovci - NK Borinci Jarmina 1:6 ŠD Croatia Novi Jankovci - NK Frankopan Rokovci-Andrijaševci 2:1 NK Mladost Cerić - NK Đezelem Korođ 1:1 NK Lovor Nijemci - NK Lipovac 4:0 HNK Vinkovci - NK Meteor Slakovci 0:0 NK Šokadija Stari Mikanovci - NK Slavonac Prkovci 2:1 | NK Šokadija Stari Mikanovci - NK Zrinski Tordinci 2:1 NK Slavonac Prkovci - HNK Vinkovci 4:4 NK Meteor Slakovci - NK Lovor Nijemci 0:1 NK Lipovac - NK Mladost Cerić 3:3 NK Đezelem Korođ - ŠD Croatia Novi Jankovci 0:6 NK Frankopan Rokovci-Andrijaševci - NK Borac Retkovci 3:1 NK Borinci Jarmina - NK Sloga Novi Mikanovci 3:0 |
| NK Zrinski Tordinci - NK Borinci Jarmina 0:2 NK Sloga Novi Mikanovci - NK Frankopan Rokovci-Andrijaševci 0:4 NK Borac Retkovci - NK Đezelem Korođ 5:0 ŠD Croatia Novi Jankovci - NK Lipovac 3:0 NK Mladost Cerić - NK Meteor Slakovci 2:0 NK Lovor Nijemci - NK Slavonac Prkovci 5:1 HNK Vinkovci - NK Šokadija Stari Mikanovci 4:3 | HNK Vinkovci - NK Zrinski Tordinci 4:1 NK Šokadija Stari Mikanovci - NK Lovor Nijemci 1:0 NK Slavonac Prkovci - NK Mladost Cerić 4:0 NK Meteor Slakovci - ŠD Croatia Novi Jankovci 1:0 NK Lipovac - NK Borac Retkovci 1:3 NK Đezelem Korođ - NK Sloga Novi Mikanovci 1:0 NK Frankopan Rokovci-Andrijaševci - NK Borinci Jarmina 1:0 | NK Zrinski Tordinci - NK Frankopan Rokovci-Andrijaševci 2:5 NK Borinci Jarmina - NK Đezelem Korođ 6:1 NK Sloga Novi Mikanovci - NK Lipovac 3:0 NK Borac Retkovci - NK Meteor Slakovci 3:0 ŠD Croatia Novi Jankovci - NK Slavonac Prkovci 1:2 NK Mladost Cerić - NK Šokadija Stari Mikanovci 3:0 NK Lovor Nijemci - HNK Vinkovci 0:0 |
| NK Lovor Nijemci - NK Zrinski Tordinci 3:1 HNK Vinkovci - NK Mladost Cerić 3:0 NK Šokadija Stari Mikanovci - ŠD Croatia Novi Jankovci 3:2 NK Slavonac Prkovci - NK Borac Retkovci 1:2 NK Meteor Slakovci - NK Sloga Novi Mikanovci 3:0 NK Lipovac - NK Borinci Jarmina 0:8 NK Đezelem Korođ - NK Frankopan Rokovci-Andrijaševci 3:3 | NK Zrinski Tordinci - NK Đezelem Korođ 1:1 NK Frankopan Rokovci-Andrijaševci - NK Lipovac 3:0 NK Borinci Jarmina - NK Meteor Slakovci 8:1 NK Sloga Novi Mikanovci - NK Slavonac Prkovci 2:1 NK Borac Retkovci - NK Šokadija Stari Mikanovci 1:1 ŠD Croatia Novi Jankovci - HNK Vinkovci 0:3 NK Mladost Cerić - NK Lovor Nijemci 3:2 | |